# Contea di Columbia (Oregon)
La contea di Columbia (in inglese Columbia County) è una contea dello Stato dell'Oregon, negli Stati Uniti. La popolazione al censimento del 2000 era di 43 560 abitanti. Il capoluogo di contea è St. Helens.

## Geografia
La contea si trova nella parte nord-occidentale dello Stato. A nord e a est il confine è costituito dal fiume Columbia.

### Contee confinanti
- Contea di Cowlitz (Washington) - nord-est
- Contea di Clark (Washington) - est
- Contea di Multnomah - sud-est
- Contea di Washington - sud
- Contea di Tillamook - sud-ovest
- Contea di Clatsop - ovest
- Contea di Wahkiakum (Washington) - nord-ovest

## Storia
La contea fu creata nel 1854 dalla parte settentrionale della contea di Washington. Deve il suo nome all'omonimo fiume. I primi insediamenti furono creati nel 1810.

## Comuni

### Cities
- Clatskanie
- Columbia City
- Prescott
- Rainier
- St. Helens (capoluogo)
- Scappoose
- Vernonia

### Census-designated places
- Deer Island
- Warren